# Manassa (Colorado)
Manassa es un pueblo ubicado en el condado de Conejos en el estado estadounidense de Colorado. En el año 2000 tenía una población de 1042 habitantes y una densidad poblacional de 434,2 personas por km².

## Geografía
Manassa se encuentra ubicada en las coordenadas 37°10′29″N 105°56′11″O / 37.17472, -105.93639.

## Demografía
Según la Oficina del Censo en 2000 los ingresos medios por hogar en la localidad eran de $23.092, y los ingresos medios por familia eran $26.827. Los hombres tenían unos ingresos medios de $23.295 frente a los $16.029 para las mujeres. La renta per cápita para la localidad era de $12.576. Alrededor del 28,6% de la población estaban por debajo del umbral de pobreza.